# Suzu Chiba
Pour les articles homonymes, voir Chiba (homonymie).
Suzu Chiba (千葉 すず), née le 11 août 1975 à Yokohama, est une ancienne nageuse japonaise spécialiste de la nage libre. Elle participe à deux éditions des Jeux olympiques et remporte une médaille de bronze mondiale en 1991.

## Jeunesse
Suzu Chiba débute la natation enfant pour l'aider à gérer son asthme.
À la fin des années 1990, elle s'entraîne à l'Université d'Auburn.

## Carrière
Participant aux Championnats du monde 1991 à Perth, elle remporte la première médaille mondiale de sa carrière en raflant le bronze sur le 400 m nage libre derrière l'Américaine Janet Evans et l'Australienne Hayley Lewis. La même année, aux Championnats pan-pacifiques, elle termine 4e du 100 m nage libre en 56 s 41 mais remporte monte sur la troisième marche du podium sur le 200 m nage libre en 2 min 00 s 71 derrière les Américaines Nicole Haislett et Evans. Chiba rafle la même médaille sur le 400 m nage libre en 4 min 15 s 35 derrière Evans et Kim Small.
À seize ans, elle se qualifie pour les Jeux de Barcelone sur le 100 m, le 200 m et le 400 m nage libre ainsi qu'avec les deux relais 4 × 100 m nage libre et 4 × 100 m 4 nages. Après avoir passé les qualifications sur le 100 m nage libre en terminant 3e de sa série, elle remporte la Finale B et termine 9e. Sur le 200 m, elle atteint la finale où elle termine 6e en 2 min 00 s 64 et sur le 400 m, elle termine 8e de la finale en 4 min 15 s 71. Avec le relais 4 × 100 m 4 nages, elle atteint la troisième finale de ces Jeux et termine 7e en 4 min 09 s 92.
Lors des Jeux asiatiques de 1994 qui se déroulent à Hiroshima, elle remporte le bronze sur le 400 m nage libre derrière les Chinoises Zhou Guanbin et Yang Aihua.
Aux Jeux olympiques d'été de 1996, Suzu Chiba participe à cinq épreuves - deux individuelles et trois relais : le 200 m et le 400 m nage libre ainsi que les deux relais en nage libre et le relais 4 nages féminins. En individuel, elle ne passe pas le stade des qualifications et participe seulement à la Finale B, terminant 10e du 200 m (2 min 01 s 00) et 13e du 400 m (4 min 16 s 60). Le relais 4 × 100 m nage libre et le relais 4 × 100 m 4 nages ne dépasse pas non plus le stade des séries. Suzu Chiba atteint sa seule finale avec le relais 4 × 200 m nage libre qui termine 4e en 8 min 07 s 46, à moins de deux secondes de la médaille d'argent des Australiennes. Après cette défaite, elle décide de prendre sa retraite mais reprend finale trois ans plus tard, en 1999. À son retour en juin 1999, elle établit la deuxième meilleure performance mondiale de l'année sur le 200 m nage libre. Elle bat également le record du Japon du 100 m et du 200 m nage libre.
En 2000, bien qu'elle ait remporté le titre national et réussi les temps qualificatifs pour participer aux Jeux (nageant le 200 m nage libre en 2 min 00 s 54, en dessous des 2 min 01 s 02 demandé), elle n'est pas sélectionnée dans l'équipe olympique japonaise. Considérée comme « non conforme à l'image idéale [de la Japonaise] », des commentateurs sportifs pensent que sa non-sélection est liée au fait de ne pas cacher ses émotions, à dire tout haut ce qu'elle pense,. Elle est aussi attaquée pour avoir dit vouloir « s'amuser en nageant » lors des Jeux de 1996. Pour la Fédération japonaise de natation, elle n'a « aucun espoir de gagner une médaille » et préfère sélectionner la gagnante du 100 m nage libre des championnats nationaux pour nager le 200 m aux Jeux. Chiba décide de porter son cas devant la Tribunal arbitral du sport mais perd et doit payer 6 000 dollars de frais juridiques à la Fédération japonaise.

## Palmarès
| Année | Compétition                 | Lieu      | Place | Course           |
| ----- | --------------------------- | --------- | ----- | ---------------- |
| 1990  | Jeux asiatiques             | Pékin     | 2e    | 200 m nage libre |
| 1990  | Jeux asiatiques             | Pékin     | 3e    | 100 m nage libre |
| 1990  | Jeux asiatiques             | Pékin     | 3e    | 400 m nage libre |
| 1991  | Championnats du monde       | Perth     | 3e    | 400 m nage libre |
| 1991  | Championnats pan-pacifiques | Edmonton  | 3e    | 200 m nage libre |
| 1991  | Championnats pan-pacifiques | Edmonton  | 3e    | 400 m nage libre |
| 1991  | Championnats pan-pacifiques | Edmonton  | 4e    | 100 m nage libre |
| 1992  | Jeux olympiques             | Barcelone | 9e    | 100 m nage libre |
| 1992  | Jeux olympiques             | Barcelone | 6e    | 200 m nage libre |
| 1992  | Jeux olympiques             | Barcelone | 8e    | 400 m nage libre |
| 1993  | Championnats pan-pacifiques | Kobe      | 3e    | 200 m nage libre |
| 1993  | Championnats pan-pacifiques | Kobe      | 3e    | 400 m nage libre |
| 1994  | Championnats du monde       | Rome      | 7e    | 100 m nage libre |
| 1994  | Jeux asiatiques             | Hiroshima | 1re   | 400 m nage libre |
| 1994  | Jeux asiatiques             | Hiroshima | 3e    | 200 m nage libre |
| 1995  | Championnats pan-pacifiques | Atlanta   | 1re   | 200 m nage libre |
| 1995  | Championnats pan-pacifiques | Atlanta   | 3e    | 100 m nage libre |
| 1996  | Jeux olympiques             | Atlanta   | 10e   | 200 m nage libre |
| 1996  | Jeux olympiques             | Atlanta   | 13e   | 400 m nage libre |

| Date | Compétition                 | Lieu      | Place | Course               |
| ---- | --------------------------- | --------- | ----- | -------------------- |
| 1991 | Championnats pan-pacifiques | Edmonton  | 2e    | 4 × 100 m nage libre |
| 1991 | Championnats pan-pacifiques | Edmonton  | 2e    | 4 × 200 m nage libre |
| 1991 | Championnats pan-pacifiques | Edmonton  | 3e    | 4 × 100 m 4 nages    |
| 1992 | Jeux olympiques             | Barcelone | 10e   | 4 × 100 m nage libre |
| 1992 | Jeux olympiques             | Barcelone | 7e    | 4 × 100 m 4 nages    |
| 1993 | Championnats pan-pacifiques | Kobe      | 3e    | 4 × 200 m nage libre |
| 1993 | Championnats pan-pacifiques | Kobe      | 3e    | 4 × 100 m 4 nages    |
| 1994 | Jeux asiatiques             | Hiroshima | 1re   | 4 × 100 m nage libre |
| 1994 | Jeux asiatiques             | Hiroshima | 2e    | 4 × 100 m 4 nages    |
| 1995 | Championnats pan-pacifiques | Atlanta   | 3e    | 4 × 100 m nage libre |
| 1995 | Championnats pan-pacifiques | Atlanta   | 3e    | 4 × 100 m 4 nages    |
| 1996 | Jeux olympiques             | Atlanta   | 12e   | 4 × 100 m nage libre |
| 1996 | Jeux olympiques             | Atlanta   | 4e    | 4 × 200 m nage libre |
| 1996 | Jeux olympiques             | Atlanta   | 9e    | 4 × 100 m 4 nages    |

## Records personnels
| Course           | Temps         | Lieu      | Date             |
| ---------------- | ------------- | --------- | ---------------- |
| 50 m nage libre  | 26 s 10       | Vancouver | 1er mai 1999     |
| 100 m nage libre | 55 s 79       | Rome      | 5 septembre 1994 |
| 200 m nage libre | 1 min 59 s 56 | Kobe      | 12 août 1993     |
| 400 m nage libre | 4 min 10 s 67 | Kobe      | 12 août 1993     |